# Ultimate Comics: Thor
Ultimate Comics: Thor (рус. Современный Комикс: Тор) — ограниченная комикс-серия издательства Marvel Comics, дебют которой состоялся в октябре 2010. Серия была написана Джонатаном Хикманом, автором Фантастической четвёрки, Щ.И.Т. и Тайных Воинов, и нарисована Карлосом Пачеко. В официальном интервью Хикман сказал, что данная серия будет приквелом к комиксу Ultimates:

«Серия берёт начало во время нахождения Тора в Асгарде, и ведёт нас до начала первого выпусков Ultimates.»— Джонатан Хикман
В комиксе также появляется Ultimate-версия Барона Земо и показываются события Рагнарёка.